# Fominka
Fominka (en rus: Фоминка) és un poble de l'óblast de Sverdlovsk, a Rússia, segons el cens del 2010 tenia 24 habitants.